# Janvier 2019
Janvier 2019 est le 1er mois de l'année 2019.

## Évènements
- 1er janvier :
  - la Roumanie prend la présidence tournante de l'Union européenne, succédant à l'Autriche ;
  - Jair Bolsonaro est investi président de la république fédérative du Brésil ;
  - la sonde New Horizons survole l'objet transneptunien 2014 MU69, surnommé alors Ultima Thulé et renommé Arrokoth depuis lors, l'objet le plus lointain exploré par l'humanité ;
  - au Mali, 37 civils peuls sont massacrés par des chasseurs dozos dogons à Koulogon ;
  - au Burkina Faso, autre massacre de civils peuls, lors d'une attaque djihadiste suivie de représailles des miliciens mossis contre les peuls qui fait au moins 46 morts.
- 2 janvier : au Danemark, un accident de train sur le pont ouest du Grand Belt fait huit morts[1].
- 3 janvier : la sonde spatiale chinoise Chang'e 4 devient le premier engin spatial à alunir sur la face cachée de la Lune.
- 3 et 4 janvier : la tempête Pabuk fait plusieurs morts en Thaïlande[2].
- 6 janvier :
  - éclipse partielle de Soleil visible en Chine, en Corée, au Japon et dans les Îles Aléoutiennes ;
  - abdication du roi de Malaisie Muhammad V.
- 7 janvier : 
  - le président de la Banque mondiale Jim Yong Kim démissionne pour rejoindre une société d'investissements privée ;
  - tentative ratée de coup d'État au Gabon.
- 8 janvier : à l'appel de 10 syndicats de gauche, du Parti communiste d'Inde et de la coalition d'opposition Bharatiya Janata Party, grève générale en Inde pour la hausse du salaire minimum, la sécurité sociale universelle, la lutte contre le chômage, et l'arrêt des privatisations et contre la réforme du droit du travail en cours, à quelques mois des élections législatives[3] ; cette grève mobilise 200 millions de grévistes[3], et est particulièrement suivie chez les agriculteurs, et les employés des banques et des transports, et dans les États du Kerala et du Karnataka[3].
- 9 janvier : publication dans la revue Nature des analyses des résultats du télescope Gaia qui contiennent les premières preuves directes de la cristallisation des étoiles naine blanche[4],[5].
- 10 janvier :
  - en Syrie, les djihadistes de Hayat Tahrir al-Cham prennent le contrôle du gouvernorat d'Idlib après dix jours de combats contre les rebelles pro-turcs du Front national de libération ;
  - la commission électorale proclame Félix Tshisekedi, candidat d'une partie de l'opposition, vainqueur de l'élection présidentielle en république démocratique du Congo, ce que conteste l'autre opposant Martin Fayulu.
- 12 janvier : le shutdown entamé le 22 décembre 2018 devient le plus long de l'Histoire des États-Unis[6].
- 14 janvier :
  - l'accident aérien du Boeing 707 de la Saha Airlines en Iran fait 14 morts ;
  - le Centre hospitalier universitaire de Brest en France devient le premier hôpital au monde à se doter d'un TEP Scan, beaucoup plus efficace et rapide que les scanners IRM classiques[7].
- 15 janvier :
  - Laurent Gbagbo et Charles Blé Goudé sont acquittés par la Cour pénale internationale ;
  - l'attaque d’un complexe hôtelier de Nairobi (Kenya) fait au moins quinze morts[8] ;
  - le Parlement du Royaume-Uni rejette l'accord de retrait du Royaume-Uni de l'Union européenne ;
  - au moins 37 civils touaregs et combattants du MSA sont massacrés près de Ménaka, au Mali, par des djihadistes de l’État islamique dans le Grand Sahara.
- 17 janvier : un attentat à la voiture piégée contre l'école de police de Bogota (Colombie) fait 21 morts[9].
- 18 janvier :
  - Andry Rajoelina prend ses fonctions de président de la république de Madagascar ;
  - l'explosion d'un oléoduc à Tlahuelilpan, dans l’État d'Hidalgo au Mexique, provoque au moins 131 morts[10],[11],[12],[13].
- 19 janvier :
  - démission du Premier ministre du Burkina Faso Paul Kaba Thiéba et de son gouvernement [14];
  - la Cour constitutionnelle proclame Félix Tshisekedi, candidat d'une partie de l'opposition, vainqueur de l’élection présidentielle en république démocratique du Congo, ce que conteste l'autre opposant, Martin Fayulu.
- 21 janvier :
  - un attentat des Talibans contre l'armée afghane fait environ 100 morts ;
  - éclipse totale de Lune, visible depuis le nord-ouest de l'Afrique, l'Europe, et les Amériques, un impact météorique est observé au tout début de la phase de totalité ;
  - insurrection au Venezuela d'une petite partie de la Garde nationale bolivarienne et de manifestants sympathisants qui appellent à destituer Nicolás Maduro, les insurgés sont tous capturés par des soldats loyalistes et la police[15]
  - le Piper PA-46 Malibu transportant le footballeur argentin Emiliano Sala et son pilote David Ibbotson s'abime dans la Manche.
- 22 janvier : signature à Aix-la-Chapelle du traité sur la coopération et l’intégration franco-allemandes, 56 ans jour pour jour après la signature du traité de l'Élysée.
- 22 au 27 janvier : Journées mondiales de la jeunesse au Panama.
- 23 janvier : au Venezuela, le président de l'Assemblée nationale, Juan Guaidó, s'autoproclame président de la République par intérim, en concurrence avec le président élu, Nicolás Maduro ; Guaidó est reconnu comme le président légitime sur la scène internationale le jour-même par l'Organisation des États américains et par les présidents des États-Unis, du Brésil, du Pérou, du Canada, de la Colombie, de l'Argentine et du Chili[16] ; ceux du Mexique  de la Bolivie[16], et de Cuba maintiennent leur soutien à Maduro.
- 25 janvier :
  - le gouvernement américain et le Congrès des États-Unis parviennent à un accord temporaire sur le financement de l'administration américaine, mettant ainsi fin au shutdown le plus long de l'Histoire américaine d'une durée de 35 jours - sans pour autant parvenir à trouver une solution au désaccord sur le financement d'une éventuelle construction d'un mur à la frontière entre les États-Unis et le Mexique à l'origine du shutdown[17].
  - la rupture du barrage de Brumadinho au Minas Gerais (Brésil) fait au moins 115 morts et de nombreux disparus, et provoque un désastre écologique et a ainsi un gros impact sur la biodiversité amazonienne.
- 27 janvier : l'attentat de la cathédrale de Jolo (Philippines) fait vingt morts.
- 29 janvier : le Premier ministre de Palestine Rami Hamdallah démissionne[18].
- 31 janvier : Abdullah Shah est élu le 16e roi de Malaisie[19].